# TV Gazeta
TV Gazeta es una cadena de televisión abierta brasileña con sede en la ciudad de São Paulo. Fue lanzada al aire el 25 de enero de 1970 y es propiedad de la Fundação Cásper Líbero, una organización sin fines de lucro que también opera la emisora de radio Gazeta FM, los sitios web Gazeta Esportiva y Gazeta Préss y también administra la Faculdade Cásper Líbero
Fue una de las primeras emisoras en comenzar a transmitir su programación en color tras su inauguración en 1970. En 1993 se fusionó con CNT (Central Nacional de Televisão); como consecuencia, su estación de televisión en São Paulo cambió su denominación a CNT/Gazeta. En el año 2000, este acuerdo comercial llegó a su fin, por lo que la cadena cambió de nombre a Rede Gazeta. Tanto esta última como CNT desde entonces emiten como cadenas de televisión independientes.